# 93 (numero)
Novantatré (93) è il numero naturale dopo il 92 e prima del 94.

## Proprietà matematiche
- È un numero dispari.
- È un numero composto, con i seguenti 4 divisori: 1, 3, 31, 93. Poiché la somma dei divisori (escluso il numero stesso) è 35 < 93, è un numero difettivo.
- Non è la somma di due numeri primi.
- È un numero semiprimo.
- È un numero omirpimes.
- È un numero idoneo.
- È parte delle terne pitagoriche (93, 124, 155), (93, 476, 485), (93, 1440, 1443), (93, 4324, 4325).
- È un numero palindromo nel sistema numerico binario.
- È un numero a cifra ripetuta nel sistema di numerazione posizionale a base 5 (333).
- È un numero fortunato.
- È un numero intero privo di quadrati.
- È un numero congruente.

## Astronomia
- 93P/Lovas è una cometa periodica del sistema solare.
- 93 Minerva è un asteroide della fascia principale del sistema solare.
- NGC 93 è una galassia spirale della costellazione di Andromeda.

## Astronautica
- Cosmos 93 è un satellite artificiale russo.

## Chimica
- È il numero atomico del Nettunio (Np), un attinide.